# مستشفى كاثرين دو بارنز للعزل
مستشفى كاثرين دو بارنز للعزل هي مستشفى متخصصة لمكافحة العدوى في كاثرين دو بارنز، وهي قرية داخل بورتر متروبوليتان من سوليهال في مقاطعة ميدلاندز الغربية الإنجليزية.

## التأسيس
في عام 1907، تم إنشاء «مستشفى الحمى» كعملية مشتركة بين مجلسي سوليهول وميريدن لعزل المرضى الذين يعانون من الأمراض المعدية مثل الدفتيريا وحمى التيفوئيد والجدري. تم بناء مستشفى عزل خصيصاً لهذا الغرض من قبل مجالس المناطق الريفية في سوليهول وميريدن في هنوود لين، كاثرين دو بارنز، وافتتح عام 1910. تم بناء المشفى مع طابق رئيسي يضم أجنحة فردية ذات سرير واحد والعديد من المباني المنفصلة على طابق واحد، وهو ما يكفي لإيواء عشرة موظفين و 16 مريضاً.

## مستشفى الأمومة
أصبحت كاثرين دو بارنز مستشفى لنقاهات الأمهات في الخمسينات، عندما أصبحت الأمراض المعدية أقل انتشاراً، وُلد الطفل الأول بالمستشفى في 25 مارس 1953.

## مستشفى العزل الوطني
بعد بناء طابق الأمومة في مستشفى سوليهول، عادت كاترين دو بارنز مرةً أخرى كمستشفى عزل. وتم اعتبارها مستشفى العزلة الوطني في المملكة المتحدة في عام 1966، وتم الاحتفاظ بها في وضع الاستعداد الدائم للمرضى الذين يعانون من الأمراض شديدة الخطورة. ومنذ أواخر الستينيات وحتى أواخر السبعينيات، كانت المستشفى مستعدة لقبول المرضى في غضون ساعة واحدة، ولكن كان لدى الموظفين المقيمين شخصين فقط، ليزلي ودوروثي هاريس. وعلى كل من يرغب في دخول أراضي المستشفى التي تبلغ مساحتها 20 فدان أن يرتدي ملابس واقية وأن يحصل على التطعيمات المناسبة.
في عام 1978، تم علاج جانيت باركر، وهي آخر ضحية معروفة للجدري في العالم، وتوفيت في مستشفى كاثرين دو بارنز للإعاقة بعد تفشي نشأ في كلية الطب بجامعة بيرمنجهام. كانت الحجرة التي توفيت فيها لا تزال مغلقة بعد خمس سنوات من وفاتها، ولم يتم المساس بجميع الأثاث والمعدات داخل الغرفة. وقد توفي والد جانيت باركر، وهو فردريك ويتكومب (71 عاماً)، في مستشفى كاثرين دو بارنز قبل أسبوع من وفاة ابنته بعد أن أُصيب بسكتة قلبية أثناء زيارته لها. لم يتم تشريح جثته خوفاً من خطر الإصابة بالجدري.

## الإغلاق والبيع
في عام 1981م، قررت إدارة الصحة والضمان الاجتماعي إغلاق ستة مستشفيات عزل أخرى في جميع أنحاء البلد، وأنفقت 150 ألف جنيه استرليني على الصيانة في مستشفى كاترين دو بارنز. ومع ذلك، كان ينظر إلى الحفاظ على وحدة تعمل بتكلفة تبلغ حوالي 38,500 جنيه استرليني في السنة على أنها احتياطات باهظة الثمن، وبعد أن أعلنت منظمة الصحة العالمية عن انقراض الجدري، اتُخذ القرار لإغلاق مستشفى كاثرين دو بارنز.
في عام 1985، وُضعت خطط لحرق المستشفى (مثل مستشفى ويتون للعزل في عام 1967)، وبالتالي تخليص الأرض من أي آثار من الجدري. في العام التالي تم بيع المستشفى المحترقة إلى شركة بناء. في عام 1987، تم تحويل مباني المستشفى إلى مشروع سكني فاخر يسمى كاثرين كلوز، تديره شركة كاثرينس كورت ماناجيمنت.

## روابط خارجية
مستشفى الجدري: ذاكرة كاثرين دو بارنز